# Iglesia de San Martín (Castellars)
La iglesia de San Martín de Castellars (en catalán Sant Martí de Castellars), antiguamente dedicada a san Félix, es la iglesia parroquial del pueblo de Castellars, del antiguo término de Malpàs, actualmente perteneciente al término de el Pont de Suert.
El templo actual ha sufrido muchas trasformaciones, y apenas se reconoce la obra románica, pero destacan la decoración de la puerta, de tradición románica, así con una pila bautismal de la misma época que tiene decoración incisa, muy notable.